# Kaiseki
Kaiseki (jap. 懐石) – tradycyjny posiłek kuchni japońskiej, składający się z kilku małych dań podawanych razem. Termin ten może również odnosić się do zestawu umiejętności i technik używanych do przygotowywania takich potraw, które są porównywalne z haute cuisine kuchni zachodniej. Jest nazywany również kuchnią kaiseki (懐石料理 kaiseki-ryōri) i dim sum (点心) w formie bentō.

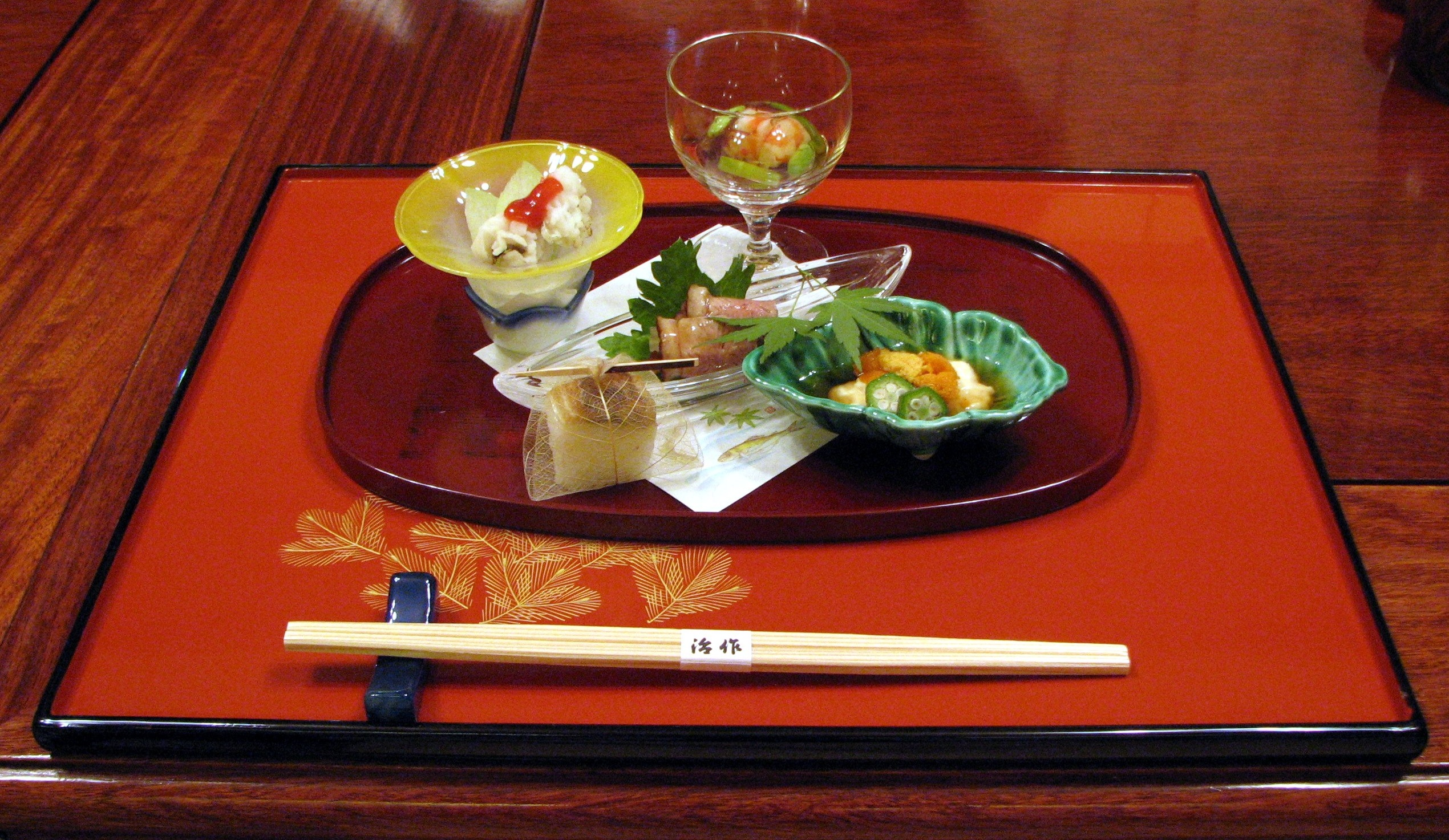
Zdjęcie przestawiające posiłek Kaiseki

Istnieją dwa rodzaje tradycyjnych japońskich posiłków zwanych kaiseki. Pierwszy, w którym kaiseki zapisywane jest „会席”, odnosi się do menu, w którym potrawy są podawane na tacy, rozróżniając rodzaje każdego dania. Drugi, zapisany jako „懐石” i znany również pod nazwą cha-kaiseki (茶懐石), odnosi się do prostego dania, które gospodarz chanoyu (ceremonii parzenia herbaty) podaje gościom przed rozpoczęciem ceremonii.